# 캐나다인
캐나다인(영어: Canadian, 프랑스어: Canadien)은 캐나다에 거주하는 캐나다 국적(시민권)을 가진 북아메리카인이다. 캐나다는 대표적 다민족 국가로 캐나다인이라는 범주는 주로 시민권에 의한 분류이다. 한편 퀘벡의 주민들은 캐나다보다 퀘벡 주만에 소속감을 느끼는 경우가 많으며, 캐나다 원주민들 역시 이러한 정체성과 거리가 멀다.

## 인구
2016년 기준, 전체 인구는 36,503,097명으로 조사되었다. 대부분은 캐나다에 거주하나, 일부는 미국, 영국 등지에도 거주한다. 2011년 기준, 미국에 1,062,640명, 홍콩에 300,000명, 영국에 73,000명, 프랑스에 60,000명, 레바논에 45,000명의 캐나다인이 거주하고 있다.
민족적인 의식이 약하며, 이는 어느 한 민족집단의 수가 많은 것이 아니기 때문이기도 하다. 가장 많은 잉글랜드계와 프랑스계(퀘백 주), 스코틀랜드계 주민이 각각 전체 인구의 21%, 15.8%, 15.1%를 차지한다. 이에 따라 "캐나다인"이라는 단어가 관용적으로 인종적 의미로 쓰이는 등의 경우는 거의 없고, 주로 국적을 의미하는 단어로 쓰이는 것이 일반적이다. 단, 유럽계 주민을 모두 합치면 전체 인구의 76.7%로, 캐나다 인구의 상당 부분을 차지한다.
2011년 당시의 조사 기준으로, 유럽계는 76.7%, 아시아계는 14.2%, 캐나다 원주민계는 4.3%, 아프리카계는 2.9%, 라틴아메리카계는 1.2%, 다인종계는 0.5%, 기타는 0.3%로 조사되었다. 이누이트계 주민이 다수 거주하고 있으며, 특히 캐나다 북부의 노스웨스트 준주, 누나부트 준주, 유콘 준주에서 그 비율이 높게 나타난다.

## 문화

### 언어
캐나다는 영어와 프랑스어를 국가 공용어로 인정하고 있으며, 북부의 준주들은 이누크티투트어 등의 원주민계 언어도 지역 공용어에 포함시키기도 한다. 하지만 캐나다 원주민계 언어를 구사하는 사람은 전체 인구의 1%에 못 미치며, 그 수의 절반 정도인 129,865명이 원주민계 언어를 일상생활에서도 사용한다고 조사되었다. 캐나다인 중 60%는 영어를, 20%는 프랑스어를 모어로 쓰고 있다. 약 98%의 캐나다인은 영어 또는 프랑스어를 구사할 줄 안다.
공용어가 아닌 언어 중 가장 많은 사람들이 모어로 하는 언어는 중국어(주로 광둥어, 1,072,555명의 모어 화자), 펀자브어(430,705), 스페인어(410,670) 등이다.

### 종교
2011년 국가 가구 조사에서, 로마 가톨릭 신자가 전체 인구의 38.7%로 가장 많았고, 로마 가톨릭교회가 아닌 비가톨릭 기독교 신자는 28.6%, 무종교자는 23.9%, 이슬람교 신자는 3.2%, 힌두교 신자는 1.5%, 시크교 신자는 1.4%, 불교 신자는 1.1%, 유대교 신자는 1.0%, 기타 종교 신자는 0.6%인 것으로 조사되었다.

## 같이 보기
- 미국인
- 멕시코인